# Hwang Jang-yop
Hwang Jang-yop (17 de fevereiro 1923 - 10 de outubro de 2010) foi um político e ideólogo importante da Coreia do Norte que, em 1997, desertou para a Coreia do Sul, sendo o desertor de mais alta patente até então. Hwang foi um dos princípais criadores da ideologia política que fundamenta o Estado Norte Coreano, o Juche.

## Biografia
Nasceu em Kangdong-gun, província de Pyongan do Sul, durante a ocupação japonesa da Coreia.
Em 1941, se formou na Escola Comercial de Pyongyang em 1941.
Em 1942, foi para Tóquio em 1942 para estudar direito na Universidade Chuo (Universidade Central), no entanto, dois anos depois e voltou para Pyongyang, onde ensinou matemática em sua antiga escola.
Em 1946, se juntou ao Partido dos Trabalhadores da Coreia.
Entre 1949 e 1953, estudou na Universidade de Moscou na União Soviética, onde conheceu sua esposa Pak Sung-ok.
Após seu retorno à Coreia do Norte, se tornou professor titular de filosofia na Universidade Kim Il-sung.
No final dos anos 1950, descobriu um discurso (Sobre a Eliminação do Dogmatismo e o Formalismo e o Estabelecimento do Juche no Trabalho Ideológico) no qual, Kim Il-sung, em 28 de dezembro de 1955, disse: "Juche significa a revolução de Chosun" (Chosun é o nome tradicional para a Coreia)."
Na época, Kim queria desenvolver sua própria versão do marxismo-leninismo, e Hwang foi o grande responsável pelo desenvolvimento do que ficou conhecido como "a ideia Juche". Desse modo, ajudou a limpar todos os elogios a Stálin, que eram comuns nos discursos de Kim na década de 1940 e no início da década de 1950. Além disso, supervisionou a reescrita da história comunista coreana para fazer parecer que Kim havia sido o fundador e líder do Partido dos Trabalhadores da Coreia desde seu início.
Em abril de 1965, passou a ser o reitor da Universidade Kim Il-sung.
Em 1972, assumiu o cargo de presidente do Comitê Permanente da Assembleia Popular Suprema, que ocupou por 11 anos.

Em fevereiro de 1997, desertou, juntamente com Kim Duk-hong, presidente de uma firma de comércio norte-coreana em Pequim, quando voltava de uma viagem à Tóquio. Para isso, entrou na embaixada sul-coreana em Pequim, fingindo-se de diplomatas sul-coreanos, por meio de passaportes falsos . A primeira reação da Coreia do Norte foi acusar a Coreia do Sul de tê-lo sequestrado, mas Hwang Jang-Yop logo escreveu uma carta pública para provar que ele havia desertado voluntariamente, na carta há um trecho em que diz:
Em um momento em que trabalhadores e camponeses estão passando fome, como poderiamos considerar sãs as pessoas que dizem ruidosamente que construiram uma sociedade ideal para eles?

Várias semanas depois, as autoridades chinesas permitiram sua ida para a Coreia do Sul via Filipinas. Na Coreia do Sul ele passou à viver em uma localização secreta, sob proteção policial. O governo norte-coreano o acusou de traição, e promoveu diversas ameaças e difamações. Um retrato de Hwang, sujo de tinta vermelha e com uma faca atravesando sua testa, foi entregue na Associação dos Desertores Norte Coreanos, em que ele era secretário honorário. Dois agentes norte-coreanos disfarçados de desertores foram pegos pela polícia sul-coreana em 2010, enviados para assassinar Hwang.
Após sua chegada à Coreia do Sul, se tornou um severo crítico da Coreia do Norte, publicando mais de 12 livros e tratados, muitos dos quais acusaram Kim Jong-il de "trair Juche e construir feudalismo em vez de socialismo".
No entanto, em 1998, Kim Dae-jung, tomou posse como presidente da Coreia do Sul e iniciou uma política de aproximação com a Coreia do Norte (Política do Sol), o que exigiu uma marginalização de desertores como Hwang Jang-yop.
Hwang contribuiu para o Daily NK, um jornal online com foco em informações sobre a Coreia do Norte  .

## Publicações
- Hwang Jang Jop (1999). I Saw the Truth of the History. Hanul Books.
- — (2001). Sunshine Siding with Darkness Cannot Beat Darkness. Monthly Chosun.
- — (2002). World Democratization and the Last War of Human Beings. The Zeitgeist.
- — (2002). National Life More Precious than Individual’s Life. The Zeitgeist.
- — (2003). Several Matters about the Human-centered Philosophy. The Zeitgeist.
- — (2005). Democratic Political Philosophy. The Zeitgeist.
- — (2006). The Truth and Deceit of North Korea. The Zeitgeist.
- — (2006). Dialectical Strategy and Tactics Theory. The Zeitgeist.
- — (2006). Hwang Jang Yop's Memoirs. The Zeitgeist.
- — (2007). Philosophy for Youths. The Zeitgeist.
- — (2008). Human-centered Philosophy Principles. The Zeitgeist.
- — (2008). North Korean Democratization and Democratic Strategy. The Zeitgeist.
- — (2009). Dialectics and Dialectic Strategy and Tactics. The Zeitgeist.
- — (2009). Democracy and Communism. The Zeitgeist.
- — (2010). Logic. The Zeitgeist.
- — (2010). Human-centered Philosophy – Outlook on the World. The Zeitgeist.
- — (2010). Human-centered Philosophy – Outlook on History. The Zeitgeist.
- — (2010). Human-centered Philosophy – Outlook on Life. The Zeitgeist.

## Leituras adicionais
- Baek, Jieun. North Korea's hidden revolution. Yale University Press, 2016.